# ألفونس دس جوزيف تشارلز دوبويس
ألفونس دس جوزيف تشارلز دوبويس هو عالم طبيعي وعالم نبات بلجيكي، ولد في 18 أكتوبر 1839 في آخن في لوثارينجيا، وتوفي في 1 يونيو 1920.